# Seeve
Seeve – rzeka w Niemczech o długości ok. 40 km, mały lewy dopływ Łaby w dolnym jej biegu.
Wpływa do Łaby w rejonie gmin Stelle i Seevetal w kraju związkowym Dolna Saksonia.
Od nazwy tej niewielkiej rzeki nazwę przyjęła jedna z gmin, przez którą w największym jej odcinku przepływa, Seevetal.